# Troilo Orsini

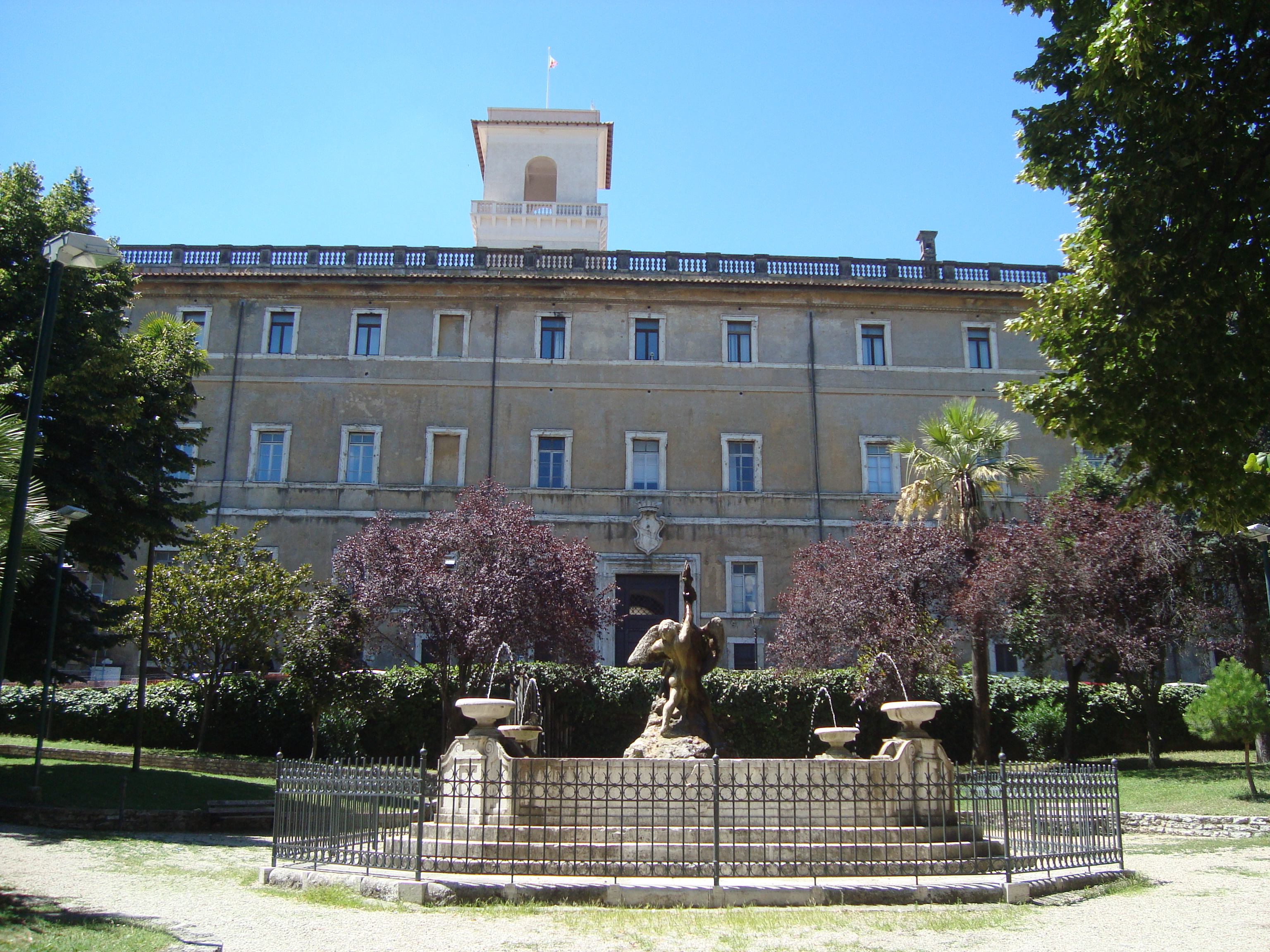
Palazzo Orsini (Monterotondo)

Troilo Orsini (Monterotondo, 1547 – Parigi, 2 dicembre 1577) è stato un diplomatico e condottiero italiano. È noto per il suo servizio come ambasciatore fiorentino tra il 1568 e il 1574, nonché per la sua presunta relazione con la principessa Isabella de' Medici.

## Biografia
Era figlio di Paolo Emilio, del ramo di Monterotondo, e di Imperia Orsini.
È ricordato per il suo comportamento educato, il suo bell'aspetto e la sua capacità di ravvivare gli incontri sociali con conversazioni e musica, che probabilmente hanno giocato un ruolo significativo nel suo successo diplomatico.
Da giovane, Troilo venne a Firenze come parte del seguito di suo cugino, Paolo Giordano I Orsini duca di Bracciano, e rimase alla corte dei Medici per salvaguardare l'onore della principessa Isabella de' Medici, la giovane moglie di Paolo Giordano che rimase a Firenze mentre Paolo Giordano ritornò a Roma. Forse a causa dell'influenza di Isabella su suo padre, il granduca Cosimo I de' Medici, e dei legami familiari di Troilo con i Medici, il giovane Orsini prestò servizio come ambasciatore fiorentino per un decennio, promuovendo gli interessi dei Medici nelle corti reali d'Europa. Nel 1559, stava raccogliendo fondi per fondare la propria compagnia per combattere nelle guerre di religione in Francia, dove prese parte anche a diverse campagne militari.
Nell'aprile 1574 fu inviato in Tirolo, alla corte imperiale, in Boemia, in Ungheria e, infine, alla corte polacca. La sua missione era annunciare la morte di Cosimo I e l'ascensione di Francesco, con l'aspettativa di un continuo sostegno finanziario per il coinvolgimento della Francia nelle guerre di religione. Dopo la morte di Cosimo I, privato del suo principale sostegno, Troilo litigò con il nuovo granduca Francesco e fuggì alla corte della regina madre Caterina de' Medici a Parigi. Nel 1575 divenne gentiluomo di camera del re, al servizio del re Enrico III.
Nel 1576 Troilo Orsini, in un'imboscata al Canto degli Aranci (tra le attuali via Ghibellina e via Verdi), uccise il nobile Lelio Torelli per i sospetti di complicità con Isabella de' Medici.
Il 30 novembre 1577 fu colpito da un colpo d'archibugio a Saint-Germain-des-Prés per ordine di Francesco de' Medici e morì due giorni dopo a causa delle ferite riportate. Il principale colpevole dell'omicidio fu Ambrogio Tremazzi, accompagnato da un individuo di nome Ieronimo Savorano. In una lettera indirizzata ad Antonio Serguidi, segretario del granduca Francesco, Tremazzi confessò di aver ricevuto l'incarico di assassinare Orsini dal conte Ridolfo Isolani e da don Pietro de' Medici, figlio minore di Cosimo I.

## Discendenza
Troilo non si sposò mai ufficialmente ed ebbe un figlio naturale che portò il suo nome.

## Troilo Orsini nell'arte
Orsini è raffigurato in un dipinto di Anastasio Fontebuoni intitolato Troilo Orsini viene ricevuto dalla Regina Madre Caterina de' Medici e Carlo IX, commissionato da Maria de' Medici nel 1620 per il Palazzo del Lussemburgo a Parigi e parte di una serie di dipinti destinati per celebrare la gloria della famiglia Medici e della casa reale di Francia. Questo dipinto presenta in primo piano Troilo Orsini.